# Караваев, Александр Игоревич
Александр Игоревич Караваев (род. 29 ноября 1979; Москва) — кинорежиссёр.

## Биография
Родился в 1979 году в городе Москве. В 1996 году окончил экспериментальный литературный лицей на базе общеобразовательной школы № 427. Затем год учился на сценарных курсах «Азбука профессии», организованных на сценарном факультете ВГИКа. По завершении обучения сдал экзамены на сценарный факультет ВГИКа. Обучение продолжать не смог по финансовым обстоятельствам. В период с 1999 по 2002 сменил несколько мест работы, в том числе работал корреспондентом, видеооператором, участвовал в написании сценариев нескольких короткометражных работ и т. д. В 2002 году поступил в Санкт-Петербургский Государственный Университет Кино и Телевидения на факультет экранных искусств, который окончил в 2008 году по специальности режиссура игрового кино (мастерская Виктора Семенюка и Виталия Аксёнова).
В разное время работал исполнительным продюсером, режиссёром монтажа, сценаристом на различных проектах в кино и на телевидении.
В 2006 году вошёл в состав творческого объединения «Нонклассика». Идея объединения — затрагивать, насколько возможно в кинематографе, современные проблемы общества (социальные, культурные, межнациональные и др.), пытаться преодолеть разрыв между зрительским и авторским кинематографом.

## Фильмография
- 2008: «Старая новая Росси»[1] — игровой, короткометражный фильм, дипломная работа, 35 мм, 30 мин., (сценарий, режиссура, монтаж). Приз Гильдии киноведов и кинокритиков (Белый слон) Союза Кинематографистов России «За психологизм и кинематографичность». Диплом лауреата конкурсной программы (Сочи, «Кинотавр». Короткий метр) «За изысканный киноязык и свежесть авторского взгляда». Гран-при фестиваля «Питеркит» и Приз за лучшую операторскую работу.
- 2008: «Девять пролётов вместе» — игровой, короткометражный фильм, курсовая работа, 35 мм, 20 мин. (сценарий, режиссура, монтаж). Фильм участник конкурсной программы 59-го международного кинофестиваля в Берлине «59th Berlin International Film Festival — Berlinale Shorts».
- 2006: «Дети Европы» — игровой, телевизионный спектакль, MiniDV, 26 мин. (сценарий, режиссура, монтаж).